# Incursion Dementa
Incursion Dementa ist eine niederländische Thrash-Metal-Band, die im Jahr 1987 in St. Annaparochie, Friesland, gegründet wurde. Die Band wurde nach einem Lied von Nasty Savage benannt, das den Namen Incursion Dementia trug. Das I ging im Laufe der Zeit jedoch verloren.

## Geschichte
Die Band wurde im Jahr 1987 von Gitarrist Benny Meerstra und Bassist Radboud Burgsma gegründet. Schlagzeuger Douwe Leeuwen und Gitarrist Sjoerd van Slooten stießen kurze Zeit später zur Band. Sänger Benny van der Wall blieb nach einigen Proben ebenfalls als festes Mitglied in der Band. Das erste Demo We're Just Us wurde im Jahr 1988 veröffentlicht. Das zweite Demo Ever Never wurde im Jahr 1991 veröffentlicht, das Debütalbum All This Is... im Jahr 1993. Infolgedessen hielt die Band viele Auftritte innerhalb und außerhalb der Niederlande. Die Band trennte sich Mitte der 1990er-Jahre und trat nur noch gelegentlich auf. Im Jahr 2008 hielt die Band wieder regelmäßig Konzerte. Im selben Jahr veröffentlichte die Band die Kompilation A Long Lane That Has No Turning über Marista Records.

## Stil
Die Band spielt klassischen Thrash Metal, wobei die Geschwindigkeit der Lieder meist hoch gehalten ist und die E-Gitarren einen aggressiven Klang haben.

## Diskografie
- 1988: We're Just Us (Demo, Eigenveröffentlichung)
- 1991: Ever Never (Demo, Eigenveröffentlichung)
- 1993: All This Is... (Album, Eigenveröffentlichung)
- 2008: A Long Lane That Has No Turning (Kompilation, Marista Records)